# Cleo Demetriou
Cleopatra „Cleo“ Demetriou (griechisch Κλεοπάτρα Δημητρίου; * 23. April 2001 in Limassol) ist eine zyprisch-britische Schauspielerin.

## Leben und Karriere
Demetriou wurde in Limassol geboren. Später zog sie nach Putney, wo sie aufwuchs. Dort besuchte sie die Brandlehow Primary School. Später setzte sie ihre Ausbildung an der Chailey Secondary School und der Imberhorne School fort.
Ihr Bühnendebüt gab sie 2009 als Gretl in The Sound of Music. Anschließend trat Demetriou in den Produktionen ENRON und Les Misérables auf. Den Durchbruch erzielte sie mit der Titelrolle in Matilda, für die sie 2012 den Laurence Olivier Award für die beste Hauptdarstellerin in einem Musical erhielt.
Demetriou ist auch im Fernsehen zu sehen und spielte in der Serie So Awkward mit. Anschließend war sie in Still So Awkward! zu sehen. 2024 trat sie in So Awkward Academy auf.

## Filmografie
Serien
- 2007: What’s Your News?
- 2009: Katy Brand’s Big Ass Show
- 2015–2020: So Awkward
- 2015: Ultimate Brain
- 2017: Top Class
- 2021: Still So Awkward!
- 2024: So Awkward Academy

## Theater
- 2008: The Sound of Music
- 2009: Enron
- 2011: Les Misérables
- 2011–2012: Matilda